# Centro de Cultura de Mujeres Francesca Bonnemaison
El Centro de Cultura de Mujeres Francesca Bonnemaison es un centro cultural español al barrio de San Pedro de Barcelona dedicado al encuentro, el intercambio y la creación, y que recoge las aportaciones culturales promovidas por mujeres en todos los ámbitos. Lleva el nombre de Francesca Bonnemaison y Farriols. Dispone de una sala de encuentro, la sala de actas, la sala Ágora, la sala Rosa Vallespir, aulas-taller, la sala de postproducción y un estudio de sonido. Algunas de sus actividades y servicios son: la radio del centro cultural, exposiciones, publicaciones, audiovisuales, cursos y talleres, conferencias, presentaciones de libros, y recitales.
Es el sucesor del Instituto de Cultura, parte del llamado «Instituto de Cultura y Biblioteca Popular de la Mujer», fundado el marzo de 1909 por Francesca Bonnemaison, que fue el primer centro en Europa dedicado exclusivamente a la formación cultural y laboral de las mujeres, en tiempos de la Mancomunidad de Cataluña. En el portal de entrada se  puede ver una inscripción con el nombre de la antigua institución, que ocupó el edificio en 1922 y fue suprimida después de la guerra civil.
Con el lema "Toda mujer vale más cuando letra aprende", el objetivo de Francesca Bonnemaison iba más allá de las simples lecturas (las novelas eran una de las partes del fondo de la biblioteca que salía más en préstamo). Con cursos, conferencias y la bolsa de trabajo, quería que las mujeres, adquiriendo una mejor educación, pudieran ocupar profesiones que estaban reservadas a los hombres. En los cursos se podía aprender idiomas, dactilografía, modisteria, música, arte, cocina, comercio, fotografía, delineación, etc.
El objetivo del Instituto de Cultura y Biblioteca Popular era promover la ilustración y la cultura de las mujeres, mezclando «lo útil con lo agradable». Se enseñaban conjuntamente clases de ciencias, artes y manualidades, buscando adaptarse al «progresivo movimiento del comercio y de la industria», y ofreciendo así una educación especializada de cara al mercado laboral. Poco después, el Instituto creó una sección de talleres para Industrias artísticas, inspirados en el movimiento de Arts and Crafts.
Acabada la Guerra Civil, la Biblioteca (actualmente, pública y con el nombre de la fundadora) y todo el edificio fueron cedidos a la Diputación de Barcelona, que gestiona el centro desde el año 1941. Alojó el Instituto del Teatro hasta el año 2000, en que fue trasladado a la nueva sede dentro de la Ciudad del Teatro de Montjuic.
El Archivo Histórico de la Ciudad de Barcelona custodia un importante fondo documental perteneciente a la institución, que abarca el periodo 1909-1939.